# Нагольный (Астраханская область)
Нагольный — хутор в Черноярском районе Астраханской области, входит в состав Черноярского сельсовета.

## География и климат
Хутор находится на острове, расположенном между Волгой и Ахтубой, напротив села Чёрный Яр. Территория хутора не затопляется во время разлива Волги, так как он расположен на возвышенности, а также имеется насыпной вал, спасающий от затопления. Территория поселения со всех сторон окружена лесом. Воздух на острове влажный. Через хутор протекает речка.

## История
Ранее на территории хутора было более 80 дворов, была своя школа, плодовый сад и детский дом. Население занималось сельским хозяйством на заливных лугах и рыбной ловлей в местных прудах и в Волге.
С приходом Хрущёва к власти, была сделана ставка на укрупнение населённых пунктов, в связи с чем многие жители хутора переселились в близлежащие сёла и города. На данный момент постоянного населения у хутора нет, бывают сезонные жители.

## Население
| 2002 | 2010 | 2014 | 2015 |
| ---- | ---- | ---- | ---- |
| 0    | ↗2   | ↘1   | →1   |